# Laser blu

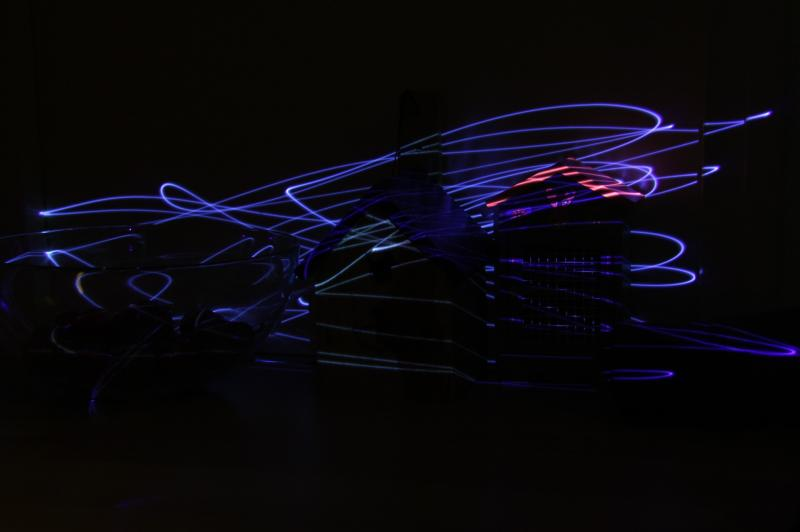
I percorsi di un laser viola da 20 mW con emissione a 405 nm mostrano una chiara fosforescenza su alcuni oggetti

Un laser blu è un laser che emette radiazioni elettromagnetiche con una lunghezza d'onda compresa tra 360 e 480 nanometri, che l'occhio umano vede come blu o viola.
I raggi blu possono essere prodotti da laser a gas come quelli a elio-cadmio che producono un'emissione a 441,6 nm e laser a ioni di argon con emissioni a 458 e 488 nm. I laser a semiconduttore con raggi blu sono tipicamente a base di nitruro di gallio (III) (GaN, colore viola) o nitruro di gallio indio (spesso di colore blu vero, ma anche in grado di produrre altri colori). Entrambi i laser blu e viola possono anche essere costruiti utilizzando il raddoppio della frequenza delle lunghezze d'onda delle emissioni infrarosse prodotte dai laser a diodi o dai laser a stato solido pompati a diodi.
I laser a diodi che emettono luce a 445 nm stanno diventando popolari come laser portatili. I laser che emettono lunghezze d'onda inferiori a 445 nm appaiono viola (ma a volte vengono chiamati laser blu). Alcuni dei laser blu commercialmente più comuni sono i laser a diodi utilizzati nelle applicazioni Blu-ray Disc che emettono una luce "violetta" di 405 nm, che è una lunghezza d'onda abbastanza corta da causare fluorescenza in alcuni prodotti chimici, allo stesso modo delle radiazioni nell'ultravioletto ("luce nera"). La luce di lunghezza d'onda inferiore ai 400 nm è classificata come ultravioletta.
I dispositivi che utilizzano luce laser blu hanno applicazioni in molti settori che vanno dalla memorizzazione optoelettronica dei dati ad alta densità alle applicazioni medicali.

## Storia

### Laser a semiconduttore

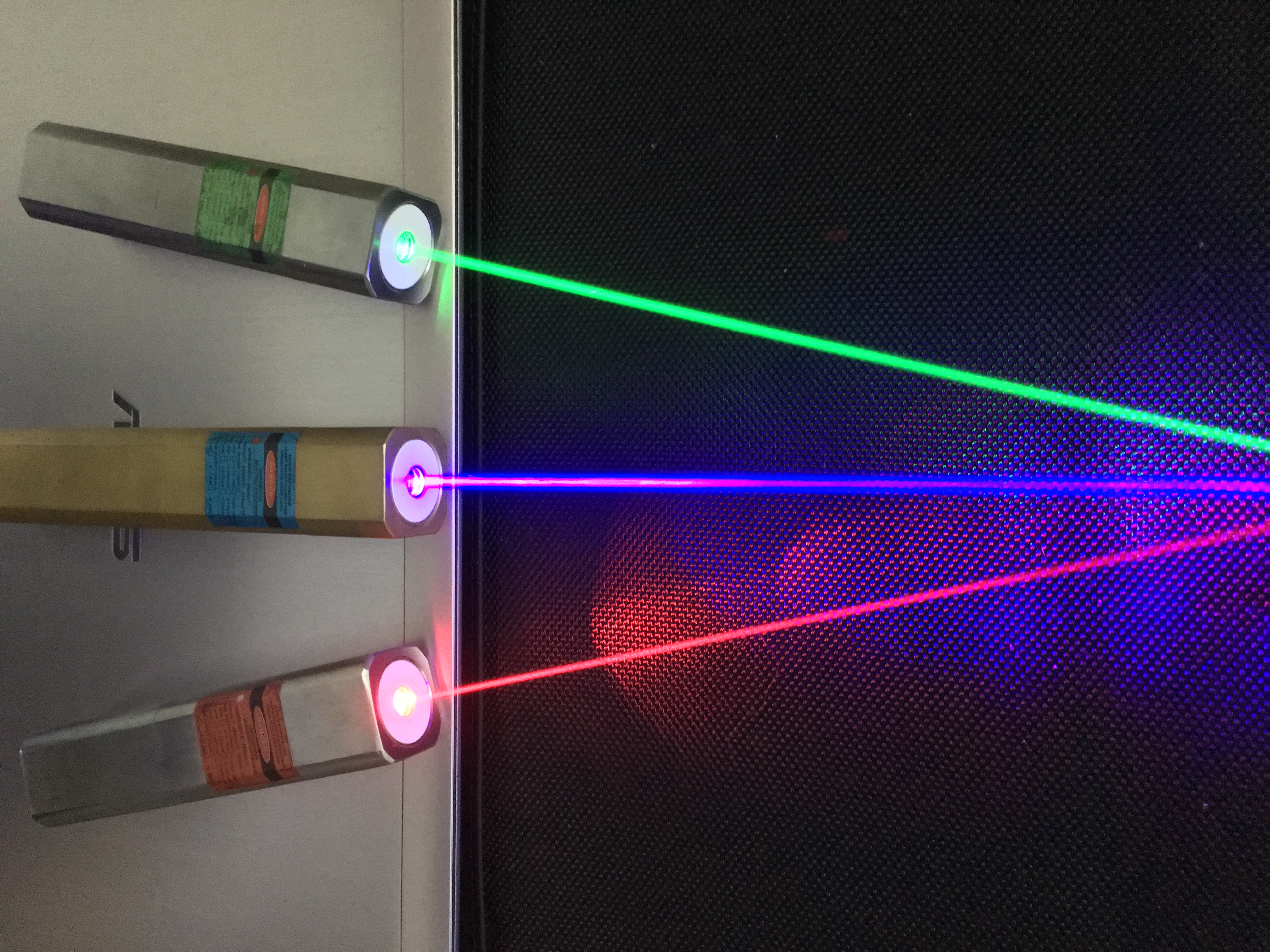
445nm - 450nm Laser blu (al centro)

I laser rossi possono essere costruiti su semiconduttori di arseniuro di gallio (GaAs), sui quali viene posizionata una dozzina di strati di atomi per formare la parte del laser che genera luce dai pozzi quantici. Usando metodi simili a quelli sviluppati per il silicio, il substrato può essere costruito libero dai difetti chiamati dislocazioni e gli atomi disposti in modo tale che la distanza tra quelli che costituiscono il terreno e quelli dei pozzi quantici sia la stessa.
Tuttavia il miglior semiconduttore per i laser blu è costituito dai cristalli di nitruro di gallio (GaN), che sono molto più difficili da produrre, che richiedono pressioni e temperature più elevate, simili a quelle che producono diamanti sintetici, e l'uso di gas azoto ad alta pressione. I problemi tecnici sembravano insormontabili, quindi i ricercatori sin dagli anni '60 hanno cercato di depositare GaN su una base di zaffiro prontamente disponibile. Ma una discrepanza tra le strutture di zaffiro e nitruro di gallio creava troppi difetti.
Nel 1992 l'inventore giapponese Shūji Nakamura inventò il primo LED blu efficiente e quattro anni dopo, il primo laser blu. Nakamura usava il materiale depositato sul substrato di zaffiro, sebbene il numero di difetti rimanesse troppo alto (106–1010/cm2) per costruire facilmente un laser ad alta potenza.
Nei primi anni '90 l'Istituto di fisica delle alte pressioni presso l'Accademia polacca delle scienze di Varsavia (Polonia), sotto la guida del Dr. Sylwester Porowski, sviluppò la tecnologia per creare cristalli di nitruro di gallio con alta qualità strutturale e meno di 100 difetti per centimetro quadrato - almeno 10.000 volte meglio del miglior cristallo con zaffiro.
Nel 1999, Nakamura provò i cristalli polacchi, producendo laser con il doppio della resa e dieci volte la durata - 3.000 ore a 30 mW.
Un ulteriore sviluppo della tecnologia ha portato alla produzione in massa del dispositivo. Oggi i laser blu utilizzano una superficie di zaffiro ricoperta da uno strato di nitruro di gallio (questa tecnologia è utilizzata dalla società giapponese Nichia, che ha un accordo con Sony), e i laser a semiconduttore blu utilizzano una superficie monocristallina al nitruro di gallio (società polacca TopGaN)).
Dopo 10 anni, i produttori giapponesi hanno dominato la produzione di laser blu con 60 mW di potenza, rendendoli applicabili per dispositivi che leggono un flusso di dati ad alta velocità da Blu-ray, BD-R e BD-RE. La tecnologia polacca è più economica della giapponese ma ha una quota minore del mercato. C'è un'altra sola società polacca high-tech che crea cristalli di nitruro di gallio, la Ammono, ma questa azienda non produce laser blu.
Per il suo lavoro Nakamura ha ricevuto il Millennium Technology Prize nel 2006 e un premio Nobel per la fisica nel 2014.
Fino alla fine degli anni '90, quando sono stati sviluppati laser a semiconduttore blu, i laser blu erano strumenti laser a gas di grandi dimensioni e costosi che si basavano sull'inversione della popolazione in miscele rare di gas e richiedevano correnti elevate e forte raffreddamento.
Grazie al precedente sviluppo di molti gruppi, tra cui, in particolare, il gruppo del professor Isamu Akasaki, Shūji Nakamura presso la Nichia Corporation e la Sony Corporation ad Anan (Tokushima-ken, Giappone) sono state fatte una serie di invenzioni e sviluppato dei laser a semiconduttori blu e viola commercialmente validi. Lo strato attivo dei dispositivi Nichia era formato da pozzi quantici InGaN o punti quantici formati spontaneamente tramite autoassemblaggio. La nuova invenzione ha permesso lo sviluppo di laser blu, violetto e ultravioletto (UV) piccoli, convenienti ed a basso prezzo, che non erano mai stati disponibili prima e ha aperto la strada a applicazioni come l'archiviazione di dati HD DVD ad alta densità e dischi Blu-ray. La lunghezza d'onda più corta consente di leggere dischi contenenti molte più informazioni.
Isamu Akasaki, Hiroshi Amano e Shūji Nakamura hanno vinto il Premio Nobel per la fisica 2014 "per l'invenzione di efficienti diodi a emissione di luce blu che hanno permesso di ottenere fonti di luce bianca luminose ed a risparmio energetico".

### Laser a stato solido pompati a diodi
I puntatori laser blu, che sono diventati disponibili nel 2006, hanno la stessa struttura di base dei laser verdi DPSS. Generalmente emettono luce a 473 nm, che viene prodotta raddoppiando la frequenza di una radiazione laser a 946 nm da un cristallo Nd:YAG o Nd:YVO4 pompato a diodo. I cristalli drogati al neodimio di solito producono una lunghezza d'onda principale di 1064 nm, ma con gli opportuni specchi di rivestimento riflettente possono anche essere fatti lassare ad altre lunghezze d'onda del neodimio non principale, come la transizione a 946 nm utilizzata nelle applicazioni del laser blu. Per l'elevata potenza di uscita i cristalli BBO sono usati come duplicatori di frequenza; per potenze inferiori, viene utilizzato KTP. Le potenze di uscita disponibili sono fino a 5000 mW. L'efficienza di conversione per la produzione di radiazioni laser da 473 nm è inefficiente con alcuni dei migliori risultati di laboratorio ottenuti con un'efficienza del 10-15% nella conversione di una radiazione laser da 946 nm a una radiazione laser da 473 nm. Nelle applicazioni pratiche, ci si può aspettare che questo sia ancora più basso. A causa di questa bassa efficienza di conversione, l'uso di un diodo IR da 1000 mW produce al massimo 150 mW di luce blu visibile.
I laser blu possono anche essere fabbricati direttamente con semiconduttori InGaN, che producono luce blu senza raddoppio della frequenza. I diodi laser blu da 445 nm a 465 nm sono attualmente disponibili sul mercato. I dispositivi sono significativamente più brillanti dei diodi laser a 405 nm, poiché la lunghezza d'onda più lunga è più vicina alla sensibilità di picco dell'occhio umano. Dispositivi commerciali come i proiettori laser hanno abbassato i prezzi di questi diodi.
I laser violetti possono essere costruiti direttamente con semiconduttori GaN (nitruro di gallio), come notato. Tuttavia, sono stati resi disponibili alcuni puntatori laser "viola" da 404-405 nm a più alta potenza (120 mW) che non si basano su GaN, ma utilizzano anche la tecnologia DPSS duplicatore di frequenza a partire da 1 watt 808 nm laser all'arco di arseniuro di gallio direttamente raddoppiata, senza un laser al neodimio ad onde più lunghe interposto tra il laser a diodi e il doppio cristallo.

## Apparenza
Il laser viola a 405 nm (sia costruito con GaN o diodi laser GaAs raddoppiati in frequenza) non è in realtà blu, ma appare all'occhio come viola, un colore per il quale l'occhio umano ha una sensibilità molto limitata. Quando viene puntato su molti oggetti bianchi (come carta bianca o vestiti bianchi che sono stati lavati in alcuni detersivi) l'aspetto visivo del punto laser cambia da viola a blu, a causa della fluorescenza dei colori brillanti.
Per le applicazioni di visualizzazione che devono apparire "vero blu", è richiesta una lunghezza d'onda di 445-450 nm. Con i progressi della produzione e le vendite commerciali di proiettori laser a basso costo, i diodi laser InGaN da 445 nm hanno perso il loro prezzo.

## Applicazioni
Le aree di applicazione del laser blu comprendono:
- Lettori Blu-ray ad alta definizione
- DLP e proiettori 3LCD
- Telecomunicazioni
- Tecnologia informatica
- Monitoraggio ambiente
- Equipaggiamento elettronico
- Diagnosi mediche
- Proiettori e display portatili
- Dispositivi a levitazione magnetica
- Stampanti 3D a resina ultravioletta